# La Bête à sept têtes
Pour plus de détails, voir Fiche technique et Distribution.
La Bête à sept têtes (Bicho de Sete Cabeças) est un film dramatique biographique italo-brésilien réalisé par Laís Bodanzky et sorti en 2000.
Il s'agit du premier long métrage de sa réalisatrice, qui adapte le roman autobiographique Canto dos Malditos d'Austregésilo Carrano Bueno (pt) paru en 1990 qui traite de l'admission forcée de l'auteur dans une institution psychiatrique brésilienne. Le film a été réalisé en partenariat avec les sociétés de production brésiliennes Buriti Filmes, Dezenove Som e Imagens Produções Ltda. et Gullane Filmes, avec la participation de la société brésilienne RioFilme et de la société italienne Fabrica Cinema. Il met en scène Rodrigo Santoro, Othon Bastos (pt) et Cássia Kis dans les rôles principaux.
La Bête à sept têtes a été largement plébiscité au Brésil, recevant plusieurs prix et nominations dont le Grande Prêmio do Cinema Brasileiro en plus d'être le film le plus primé au Festival du film brésilien de Brasilia. À l'international, le film est primé au Festival international du film de Carthagène (Colombie), au Festival du film de Locarno (Suisse) ou au Festival Biarritz Amérique latine (France) ainsi qu'au Festival international de films de femmes de Créteil. L'Association brésilienne des critiques de cinéma (Abraccine) l'a sélectionné comme l'un des 100 meilleurs films brésiliens de tous les temps, tandis que les critiques internationaux ont réagi de manière plus mitigée. Le film a ouvert la voie à une nouvelle façon de concevoir les institutions psychiatriques au Brésil, et c'est ainsi qu'une loi a été approuvée par le Congrès national, qui interdit la construction d'institutions aux caractéristiques asilaires, c'est-à-dire qui ne garantissent pas les droits fondamentaux des malades mentaux.

## Synopsis
Le film s'ouvre sur la lecture par M. Wilson d'une lettre qu'il a reçue de son fils Neto, dans laquelle celui-ci déclare son mépris pour son père. Le film opère alors un retour en arrière pour donner à voir les événements qui se sont déroulés avant cette lettre : Neto, un adolescent de la classe moyenne de São Paulo, entretient des relations difficiles avec son père et sa mère, Meire. Il préfère traîner avec ses amis, faire du skateboard, graffer des murs et fumer de la marijuana. Un jour, Neto se rend à Santos avec son ami Lobo sans en informer ses parents. Ils se rendent dans un appartement où ils nagent et mangent de la nourriture ; Neto quitte l'endroit lorsque Lobo suggère qu'en échange de la nourriture gratuite qu'ils ont reçu, ils se laissent caresser par des hommes qui se trouvent dans l'appartement.
Sans le sou, au milieu de la ville de Santos, Neto commence à aborder les gens pour leur demander de l'argent, mais la plupart refusent. Seule Leninha (Valéria Alencar), une femme dans un bar, l'aide. Ils vont chez elle et, après avoir mangé, ils font l'amour. Après être parti, il va peindre des graffitis avec ses amis, mais ils se font voir et il est arrêté, ce qui oblige ses parents à venir le chercher au poste de police. Son père et lui se disputent et lorsque Neto va dans sa chambre, Wilson trouve une cigarette de marijuana dans sa veste. La sœur de Neto conseille à ses parents de l'envoyer dans un établissement psychiatrique.
Son père dit qu'il l'emmènera rendre visite à un collègue à l'hôpital, mais lorsqu'ils arrivent, les infirmières l'emmènent de force et il est admis sans test sanguin ou psychologique pour établir la nécessité de l'hospitalisation, recevant un sédatif avant que le docteur Cintra Araújo ne l'emmène dans une chambre à coucher. À son réveil, il croise Ceará, un homme au comportement hyperactif, et se rend à la cafétéria. En chemin, il constate que l'hôpital est délabré et négligé. Quelques détenus lui demandent une cigarette, mais l'infirmier Marcelo les repousse.
Il rencontre également Rogério, un consommateur de drogues injectables interné par sa famille, qui lui dit qu'il est impossible de s'échapper et que s'il essayait, il serait drogué à l'halopéridol ou électrocuté. Son collègue lui dit également de ne pas consommer les médicaments administrés par les infirmières car cela réveille l'appétit afin que les patients aient l'air en meilleure santé. Entre-temps, le docteur Cintra a une conversation au cours de laquelle il explique que, si nécessaire, il pourrait facilement admettre davantage de personnes, principalement des sans-abri, pour éviter de perdre la subvention du gouvernement.
Après au moins quinze jours d'hospitalisation, le temps minimum avant qu'un détenu puisse recevoir des visites, les parents et la sœur de Neto viennent le voir. Ils apprennent qu'il devra rester là pendant des mois et, même après qu'il a supplié qu'on l'emmène, ils refusent.
Un jour, Neto tente de s'échapper en profitant de la distraction des infirmières, mais il est capturé et, cette nuit-là, il reçoit des décharges électriques en guise de punition. Soudain, son père vient lui rendre visite et lui dit qu'il lui manque beaucoup, ainsi qu'à sa mère, et qu'il ne l'a jamais vue aussi triste. Neto demande à quitter les lieux et Wilson accepte de le ramener à la maison. Chez lui, sa mère demande au garçon abattu, qui dit qu'il n'est toujours pas remis, s'il veut retourner à l'école ou travailler comme vendeur, et il choisit de travailler. Après que la mère d'un de ses amis lui a interdit de lui rendre visite et qu'il découvre que Leninha est mariée, Neto a une crise d'angoisse au point de quitter un client en pleine vente. Pour se détendre, Neto se rend à une fête le soir, où il mélange Coca-Cola et cachaça. Ivre, il emmène son amie Bel aux toilettes et ils commencent à s'embrasser. Cependant, probablement en raison des abus subis dans l'institution psychiatrique, Neto souffre d'impuissance sexuelle, ce qui le conduit à devenir fou furieux et à endommager les lieux. La police est appelée et l'envoie dans un autre hôpital psychiatrique.
Dans ce nouvel établissement, Neto s'attire les foudres de l'infirmier Ivan après avoir dit à son supérieur qu'il avait réagi de manière excessive en essayant de calmer un patient. Dès lors, l'infirmier garde un œil sur Neto et lorsqu'il voit qu'il ne prend pas de pilule, il en profite pour lui faire une piqûre. La nuit du même jour, Neto assomme une infirmière et demande à Biu de mettre le feu à une pile de médicaments. Lorsqu'Ivan aperçoit l'incendie, Il décide de placer Neto à l'isolement. Après avoir été libéré de l'isolement, Neto écrit une lettre à son père et la lui remet silencieusement lorsqu'il lui rend visite. Après avoir refusé de se faire couper les cheveux, Neto est de nouveau enfermé dans une pièce isolée, où il met le feu. Il y est sauvé de l'immolation in extremis par des infirmières. Après avoir lu la lettre dans laquelle Neto raconte tout ce qu'il a vécu dans l'institution, son père le fait sortir de l'hôpital. Le film se termine sur les pleurs de Wilson, tandis que Neto et lui sont assis côte à côte sur un trottoir.

## Fiche technique
- Titre français : La Bête à sept têtes[2]
- Titre original brésilien : Bicho de Sete Cabeças[3]
- Réalisation : Laís Bodanzky
- Scénario : Luiz Bolognesi d'après Canto dos Malditos de Austregésilo Carrano Bueno (pt)
- Photographie : Hugo Kovensky
- Montage : Letizia Caudullo, Jacopo Quadri
- Musique : André Abujamra (pt), Arnaldo Antunes
- Décors : Déia Brito
- Costumes : Carolina Li
- Maquillage : Gabi Moraes
- Production : Sara Silveira, Caio Gullane, Fabiano Gullane, Luiz Bolognesi, Marco Müller
- Société de production : Buriti Filmes, Dezenove Som e Imagens Produções, Gullane Filmes, Fabrica Cinema
- Pays de production :  Brésil -  Italie
- Langue originale : portugais
- Format : Couleurs - 35 mm
- Genre : Drame biographique
- Durée : 74 minutes
- Date de sortie : 
  - Brésil : novembre 2000 (Festival du film brésilien de Brasilia) ; 22 juin 2001 (sortie nationale)
  - Suisse : 3 août 2001 (Festival du film de Locarno)
  - Canada : 6 septembre 2001 (Festival du film de Toronto)

## Distribution
- Rodrigo Santoro : Neto
- Othon Bastos (pt) : M. Wilson
- Cássia Kis : Meire, la mère de Neto
- Daniela Nefussi : La sœur de Neto
- Jairo Mattos (pt) : Ivan, infirmier
- Altair Lima (pt) : Dr. Cintra Araújo
- Caco Ciocler : stagiaire Rogério
- Lineu Dias (pt) : Journaliste stagiaire
- Gero Camilo (pt) : interne Ceará
- Marcos Cesana (pt) : interne Biu
- Luís Miranda (pt) : infirmier Marcelo
- Valéria Alencar (pt) : Leninha
- Gustavo Machado (pt) : Lobo
- Cláudio Carneyro : Alex
- Talita Castro (pt) : Bel
- Vivi Frossard : mère d'Alex

## Production
C'est en 1996, alors qu'elle faisait partie d'un groupe de recherche sur la santé mentale au Brésil, que Laís Bodanzky a lu pour la première fois le livre Canto dos Malditos, le roman autobiographique que Austregésilo Carrano Bueno (pt) a écrit en 1990 sur ses expériences dans les années 1970. Elle invite alors le scénariste Luiz Bolognesi à adapter l'histoire de Carrano au cinéma, car elle sait qu'il a une vision du monde semblable à la sienne et qu'il sera très fidèle à l'histoire originale. Bodanzky explique à Bolognesi qu'elle souhaite transposer l'histoire vécue par Carrano dans les années 1970 dans un cadre contemporain, car, selon elle, rien n'a changé en l'espace de trente ans dans la réalité de ces institutions.
La réalisatrice se rend compte que le thème de la folie est un sujet tabou et, malgré toutes les difficultés, cela l'encourage encore plus à développer la production du film. Elle déclare que si l'histoire n'avait pas été si « brûlante » ou si nécessaire à ses yeux, elle n'aurait peut-être jamais réalisé son premier long métrage ; elle dit considérer comme un devoir le fait de raconter cette histoire. Elle dit vouloir présenter au grand jour le fait que la fin de la dictature militaire au Brésil (1964-1985) n'a pas signifié la fin de ce qu'elle nomme les « camps de concentration » de patients sujets à des troubles mentaux. Pour atteindre cet objectif, elle utilise un style aride, presque documentaire. Le documentaire O Profeta das Cores, de Leopoldo Nunes (pt), a été l'une de ses principales influences pour les scènes où l'on voit évoluer ensemble les patients de l'hôpital.

### Titre
Le titre original du film Bicho de Sete Cabeças est basé sur la chanson du même nom interprétée par Zeca Baleiro (pt) et composée par Zé Ramalho et Geraldo Azevedo (pt), qui ont d'ailleurs composé l'entièreté de la bande originale. Bodanzky a déclaré qu'« il était nécessaire de trouver un titre qui remplacerait le nom du livre, [...] parce que le film n'était pas exactement le livre, mais s'en inspirait ». « fazer um bicho de sete cabeças » (litt. « faire la bête à sept têtes ») est une expression brésilienne couramment utilisée pour décrire une réaction excessive qui peut être comparée à l'expression « faire tout un plat de quelque chose » ou « faire de quelque chose une montagne »,.

### Scénario
La Bête à sept têtes est le premier long métrage de Bodanzky, et selon elle, le scénario est la pièce maîtresse du film. De nombreuses personnes ont été séduites par le scénario, comme les acteurs Rodrigo Santoro, Othon Bastos et Cássia Kis, les producteurs Caio et Fabiano Gullane et Sara Silveira, et le coproducteur Marco Müller, de la société Fabrica Cinema. Pour son adaptation du livre, Bolognesi a décidé de travailler le plus librement possible, considérant le livre comme une source d'inspiration pour son travail, mais avec une grande liberté pour inventer des situations, des personnages ou même modifier la personnalité des protagonistes. Carrano donne son accord pour l'adaptation de son ouvrage peu après. La réalisatrice déclare à ce sujet : « Notre désir était de maintenir la colonne vertébrale de l'histoire, en la faisant connaître au grand public, mais avec la liberté de recréer tout ce que nous jugions nécessaire à l'efficacité du récit cinématographique ». Bolognesi cherche à créer un Neto beaucoup plus timide que le personnage charismatique de Carrano dans le livre. Le scénariste voulait également que Neto ne soit pas le meneur de la classe, mais simplement l'un des élèves de l'école au même titre que les autres. Le scénariste a également ressenti le besoin de construire un deuxième axe narratif, et a donc construit une relation entre un père et son fils, un autre tabou social, en la traitant comme une histoire d'amour et de haine. Il s'inspire pour cela de la Lettre au père de Franz Kafka.
La première version du film a été écrite en 1997 lors d'un voyage pour le projet Cine Mambembe, qui projette des courts-métrages brésiliens dans tout le pays, dans des endroits où la population n'a pas les moyens de payer les salles de cinéma ou n'y a pas accès. Le voyage et les projections sur les places et dans les écoles ont aidé Bolognesi à écrire le scénario, car il a « appris que la moindre perte d'attention pouvait être mortelle et irréversible ». Après le voyage, le scénario a été commenté par Bodanzky et a reçu des critiques fondamentales de la part de certains collaborateurs. Pendant deux ans, le scénario a été réécrit cinq fois. Enfin et surtout, quelques mois avant le tournage, Carrano a lu et approuvé le scénario.

### Attribution des rôles et montage

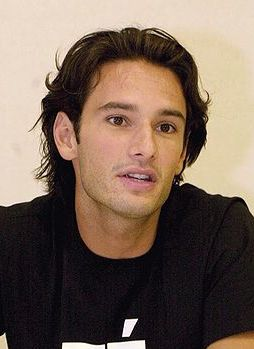
Rodrigo Santoro joue le rôle de Neto dans le film.

Sérgio Penna s'est occupé de l'audition des interprètes du film. Au cours de la préparation des acteurs, un travail a été effectué pour déconstruire l'image superficielle et préjudiciable des lieux et des personnes qui vivent dans les hôpitaux psychiatriques. Le défi était de construire une image dans laquelle des aspects plus humains et plus profonds pourraient être révélés. Les acteurs ont fait une étude approfondie de cet univers presque inconnu.
Santoro est recommandé à la réalisatrice par Paulo Autran (pt), qui avait joué à ses côtés dans le feuilleton Hilda Furacão. Après avoir vu le jeu de Santoro, Bodanzky l'a choisi en priorité pour le rôle de Neto : « Je n'ai jamais pensé à une autre personne pour le rôle.... Lorsque je l'ai vu, j'ai été impressionné par son interprétation. Je savais que Neto, c'était lui ». Santoro lit le livre et se dit « choqué », ce qui l'amène à contacter Carrano ; après avoir parlé à l'auteur, il est convaincu d'accepter le rôle. Il trouve l'histoire « très émouvante, mais un peu caricaturale » et craint de surjouer et de rendre le personnage « artificiel ». Pour préparer son rôle, il visionne également plusieurs films portant sur le même thème, dont Vol au-dessus d'un nid de coucou de Miloš Forman.
Pendant ses recherches pour le personnage, Santoro a visité des institutions psychiatriques, observant les patients qui s'y trouvaient. Des acteurs qui sont des usagers de services de santé mentale, membres du Grupo Pazzo a Pazzo et de la compagnie théâtrale Ueinzz, tous deux dirigés par Penna, ont également participé au film, en tant qu'invités.

### Tournage
Le tournage a lieu dans la ville de São Paulo entre février et avril 2000, avec un budget de 1,5 million de réaux brésiliens. La plus grande difficulté à laquelle Bodanzky est confrontée lors de la production du film a été de trouver des bailleurs de fonds. Elle a été aidée par les lois d'incitation du ministère de la Culture, mais la plupart des entreprises n'ont pas voulu associer leurs marques au thème du film. Outre le distributeur brésilien Riofilme, la moitié du coût du film a été financée par des ressources européennes : Le studio italien Fabrica Cinema, la chaîne italienne Rai et la Fondation suisse Montecinemaveritá.
Bolognesi et Bodanzky restent quatre mois à Trieste, en Italie, pour monter le film avec le duo de monteurs italiens Jacopo Quadri et Letizia Caudullo. Ils ont ensuite trié le matériel et effectué le premier montage, comme l'indiquait le scénario, et le film a été tourné. Selon Bolognesi, le film a été « rêvé, écrit et tourné » pour les Brésiliens. Après quelques séances au Brésil, ils constatent que le film ne fonctionne pas. De retour en Italie, ils réécrivent une structure possible pour le film et, dans l'avion, La Bête à sept têtes voit le jour. Ils concentrent la narration sur Neto, en supprimant certaines histoires et certains personnages parallèles, et travaillent davantage sur la relation entre le père et le fils. Finalement, une longue discussion a lieu avec les producteurs italiens avant l'accord général qui permet de terminer le film.

### Musique
À l'époque où Bolognesi réécrivait son scénario, Bodanzky lui a suggéré d'écouter Arnaldo Antunes, qui, selon le scénariste, a trouvé des chansons qui semblaient avoir été composées pour le film. Il a ensuite écrit des scènes et des personnages pour s'adapter aux compositions et les intégrer dans le récit. La bande originale a été composée par André Abujamra, qui a déformé certains sons du film lui-même pour la composition. La bande originale est composée de chansons d'Antunes, avec des paroles d'André Abujamra. En outre, elle comprend les artistes Décio Rocha, Zé Ramalho, Geraldo Azevedo et Zeca Baleiro, le groupe de rap Zona Proibida et le groupe de punk rock Infierno. La bande originale de La Bête à sept têtes est composée des chansons suivantes :
| No  | Titre                    | Auteur                                     | Durée |
| --- | ------------------------ | ------------------------------------------ | ----- |
| 1.  | Fora de Si               | Arnaldo Antunes                            |       |
| 2.  | O Caminho das Pedras     | Zona Proibida                              |       |
| 3.  | Satélites                | Infierno                                   |       |
| 4.  | Abertura e Corredor      | André Abujamra                             |       |
| 5.  | O Buraco do Espelho      | Arnaldo Antunes                            |       |
| 6.  | Eletrochoque e Fuga      | André Abujamra                             |       |
| 7.  | Carnaval                 | Arnaldo Antunes                            |       |
| 8.  | No Ponto de Ônibus       | André Abujamra                             |       |
| 9.  | E Só                     | Arnaldo Antunes                            |       |
| 10. | Refeitório               | André Abujamra                             |       |
| 11. | Seu Olhar                | Arnaldo Antunes                            |       |
| 12. | Janela de Apartamento II | Décio Rocha                                |       |
| 13. | Bicho de Sete Cabeças II | Zé Ramalho, Geraldo Azevedo e Zeca Baleiro |       |
| 14. | O Nome Disso             | Arnaldo Antunes (remix André Abujamra)     |       |

## Exploitation
La Bête à sept têtes a été projeté pour la première fois en octobre 2000, lorsqu'il a été sélectionné et projeté au Festival du film de Rio,. Le même mois, il a été le seul film brésilien choisi par le public comme l'un des 12 meilleurs films du Festival international du film de São Paulo,. Le film a participé à plusieurs festivals, tels que le Festival de Brasilia et le Festival de Recife (pt), recevant le plus grand nombre de prix dans les deux cas,. Début 2001, devant un public de 2 000 personnes, le film a été projeté sur une place publique au Festival de Tiradentes dans le Minas Gerais, recevant un excellent accueil du public, qui lui a attribué 89 % de notes excellentes et 11 % de notes bonnes dans le vote populaire. La Bête à sept têtes a été exploité dans le circuit commercial à partir du 22 juin 2001. Au Brésil, le film enregistre 401 565 entrées dans les salles de cinéma et rapporte 2 184 514 réaux brésiliens.
À partir d'août 2001, le film commence à participer à des festivals internationaux. La première projection de La Bête à sept têtes en dehors du Brésil a eu lieu au 54e Festival de Locarno, en Suisse. Le film est très bien accueilli et applaudi par le public dans plusieurs autres festivals internationaux, notamment en Allemagne et au Canada. Il est primé meilleur premier long métrage au festival du film de Trieste (Italie) en 2001, meilleur premier film et meilleur acteur au festival du film de Carthagène (Colombie) en 2002. En France, il remporte le Soleil d’or du meilleur long-métrage au Festival Biarritz Amérique latine 2001 et le prix du jury Graine de cinéphage au Festival international de films de femmes de Créteil 2002.
Le film a également été l'un des grands gagnants du 1er Grande Prêmio do Cinema Brasileiro en 2002, remportant sept prix, dont ceux du meilleur film, du meilleur acteur pour Rodrigo Santoro, de la meilleure réalisation, du meilleur scénario et du meilleur acteur dans un second rôle pour Othon Bastos (pt). Santoro a remporté de nombreux prix et a été salué pour sa performance dans le rôle de Neto, et Laís Bodanzky a également reçu plusieurs prix pour sa réalisation du film.

### Accueil critique
Les acteurs et la production ont reçu des notes majoritairement positives de la part des critiques spécialisés. Ruy Gardnier fait l'éloge du film en écrivant qu'il « séduit par une fluidité narrative et un jeu de caméra rares dans le cinéma brésilien, par d'excellentes interprétations des personnages principaux et des acteurs secondaires... ». Marcelo Forlani, du site web Omelete (pt), a fait l'éloge de l'acteur Rodrigo Santoro pour sa prestation qui, selon lui, « frôle la perfection », de l'acteur Gero Camilo et de tous les autres détenus de l'asile de fous, en citant qu'« il est difficile de croire que les acteurs là-bas ne sont pas vraiment fous ». Il a également souligné la photographie et le montage sonore, qui seraient un autre facteur de différenciation entre La Bête à sept têtes et d'autres films. Beth Andalaft, du site Universo HQ, a également vanté la prestation de Camilo, estimant dans son analyse qu'il « vole la vedette avec un jeu spectaculaire », et des autres acteurs du film, écrivant que « leur prestation est à leur meilleure ». Alessandro Gianni, de la revue IstoÉ Gente (pt), a fait l'éloge de l'« interprétation surprenante » de Rodrigo Santoro et de la bande originale.
Le journal Folha de S. Paulo a défini le film comme d'« un portrait de l'enfer en mouvement », affirmant que visionner « un portrait peint avec autant de passion, de compétence et d'intégrité » est « à la fois un tourment et un plaisir ». Le journal estime que tous les choix faits par Bodanzky « sont justes » et vante le ton documentaire qui « amplifie la force de l'histoire » et les dialogues qui sont naturels et quotidiens, notant que « l'absence de prosélytisme facilite l'entrée du spectateur dans l'univers des personnages ». La musique d'Abujamra a également été saluée pour avoir réussi à condenser « la rébellion et le lyrisme du début de l'âge adulte ». Ivan Claudio de la revue IstoÉ Gente (pt) a complimenté l'ensemble de la distribution, y compris des figurants, qui « vaquent comme des zombies dans la cour de l'asile de fous, [ce qui] contribue à l'ambiance réaliste du film ». Dans le même magazine, Paula Alzugaray a également fait l'éloge de la bande originale, déclarant qu'elle « respire la vigueur et la qualité du début à la fin ». Elle ajoute que la bande originale et les chansons d'Arnaldo Antunes « forment un ensemble à la fois harmonieux et explosif ». Le magazine Veja a formulé des commentaires similaires sur la distribution, vantant également « le sentiment de terreur » qui se dégage du film. En outre, O Estado de S. Paulo l'a qualifié de « meilleur film brésilien depuis l'ère Fernando Collor » des années 1990. En novembre 2015, le film est inclus dans la liste établie par l'Association brésilienne des critiques de cinéma (Abraccine) des 100 meilleurs films brésiliens de tous les temps.
En revanche, les critiques internationaux n'ont pas été aussi favorables. Derek Elley, du magazine américain Variety, a déclaré qu'avec « une palette peu attrayante de teintes froides et bleu-vert, le film n'aide guère à susciter la sympathie pour son protagoniste ou tout autre personnage, et les effets visuels tape-à-l'œil pour illustrer les troubles mentaux de Neto ajoutent à l'aliénation du spectateur ». Gautaman Bhaskaran, de journal indien The Hindu, le qualifie d'« extrêmement captivant », de « dérangeant » ; en fin de compte, il déclare que la morale du film fait montre d'une forme de « morbidité » et d'un « sens de la vérité, amer et brutal ». Namrata Joshi, écrivant pour le magazine indien Outlook, l'a loué comme étant « élégamment filmé, alternant entre un portrait façon cinéma vérité de la vie familiale brésilienne et d'un style MTV de la culture alternative de la jeunesse de Sao Paolo (sic) ». Joshi, cependant, l'a critiqué pour son « caractère excessif dans la représentation des traumatismes de Neto qui sont évoqués à la manière d'un clip musical radical et nihiliste », et le fait qu'il a trouvé que la raison d'interner Neto « n'est jamais ancrée de manière convaincante dans le récit ». De même, le quotidien suisse Neue Zürcher Zeitung l'a critiqué pour avoir trop recours aux effets spéciaux et pour ne pas présenter une vision plus approfondie du conflit émotionnel tourmentant les personnages. Le World Socialist Web Site a déclaré que le film était pertinent dans son sujet « mais le ton simpliste et indigné gâche le film » car « Quiconque n'est pas déjà convaincu que de telles institutions sont monstrueuses rejettera légitimement l'œuvre comme de la propagande intempestive ».

#### Aspects sociaux
Le film aborde des questions sociales telles que les abus subis par les patients dans les hôpitaux psychiatriques commis par les médecins et le personnel de ces lieux, la question des drogues et la relation problématique entre un père et son fils. Ces approches ont valu au film des critiques positives et ont incité les gens à réfléchir avant de confier leurs enfants à une institution. Carrano qualifie les institutions de « porcheries psychiatriques » et, lorsqu'on lui a demandé si Laís Bodanzky avait fait une adaptation fidèle de son texte, il a répondu : 

« Je pense que le film a été bien dosé, bien qu'il n'évoque même pas 10 % de ce que nous, patients psychiatriques, vivons à l'intérieur de ces porcheries psychiatriques, qui sont toujours de véritables "camps de concentration". Quand je compare ces institutions de terreur à des camps de concentration, ce n'est pas seulement parce que 80 % des détenus y meurent ou deviennent des pensionnaires, mais aussi à cause de la prison physique et chimique à laquelle ils sont soumis, c'est-à-dire une mort sociale qui les conduit à devenir des zombies. »

— Austregésilo Carrano Bueno (pt)
Dans leurs analyses, les critiques se sont attachées à commenter les thèmes sociaux, économiques et culturels importants abordés dans le film, tels que le manque d'informations sur les centres de détention et l'absence de dialogue entre les familles. Selon l'analyse de Sandra Etges, analyste membre du CEL-RS, Instituição Psicanalítica do Rio Grande do Sul :

« Le film La Bête à sept têtes présente le consommateur de drogue typique des années 60-70, où ce qui était implicite dans la consommation de drogues était, encore, le caractère de contestation de la sévérité paternelle, portant la bannière de l'anti-asile, mais n'adoptant pas la bannière anti-drogue, et nous pourrions dire que l'asile répressif tel que montré dans le film, et la toxicomanie, sont tout aussi nocifs. »

— Sandra Etges
Le critique de cinéma Ruy Gardnier écrit dans sa critique que « le film se concentre clairement sur la question maniaco-dépressive et tente de dénoncer comment une pratique "scientifique" donne des résultats incompatibles avec ce qu'elle prône ». Il a également noté que le film est presque à la première personne, « ce qui dénonce un événement, mais ne tente jamais de saisir toutes les complexités des questions que pose la recherche psychiatrique, et encore moins d'enquêter sur la nature de la folie ».
Ludmila Carvalho, du quotidien A Tarde, estime qu'« avec un regard franc et urbain sur la jeunesse, La Bête à sept têtes parvient à être aussi intime qu'Une vie volée et à dénoncer en même temps la situation calamiteuse que le traitement de la santé mentale a atteint dans ce pays », ajoutant que « des questions telles que les séquelles causées par les drogues et les séances d'électrochocs et l'impossibilité de se réadapter à la société sont introduites dans le film d'une manière subtile et intelligente ».

## Article annexe
- Psychotrope au cinéma et à la télévision